# 長崎青年師範学校
| 長崎青年師範学校 （長崎青師） | 長崎青年師範学校 （長崎青師） |
| ----------------------------- | ----------------------------- |
| 創立                          | 1944年                        |
| 所在地                        | 長崎県諫早市                  |
| 初代校長                      |                               |
| 廃止                          | 1951年                        |
| 後身校                        | 長崎大学                      |
| 同窓会                        |                               |

長崎青年師範学校 （ながさきせいねんしはんがっこう） は、1944年 （昭和19年） に設立された青年師範学校である。

## 概要
- 1921年 （大正10年） 設立の長崎県実業補習学校教員養成所を起源とする。
- 1944年（昭和19年）、長崎県立青年学校教員養成所 （1935年（昭和10年）設立） が国に移管されて長崎青年師範学校となった。
- 第二次世界大戦後の学制改革により、新制長崎大学学芸学部 （現・教育学部） の母体の一つとなった （水産科は水産学部の母体となった）。

## 沿革
- 1921年（大正10年）
  - この年 - 長崎県師範学校に「長崎県実業補習学校教員養成所」（1年制）を附設 。
  - 5月6日 - 第1回入所式を挙行。
- 1922年（大正11年） - 諫早の県立農学校[1]に移転。
- 1928年（昭和3年） - 従来の農業科に加えて、水産科を増設。水産専門教育は県水産講習所に委託。
- 1931年（昭和6年）9月 - 県試験船 「長洋丸」 が沈没し、水産実習中の水産科生2名を含む13名が死亡。
- 1932年（昭和7年）4月 - 2年制・隔年募集に変更。
- 1935年（昭和10年）4月 - 「長崎県立青年学校教員養成所」と改称。
- 1937年（昭和12年）4月 - 毎年募集に変更。水産専門教育の委託先を県立水産学校[2]に変更。
- 1938年（昭和13年）5月 - 臨時養成科 （1年制、農業科・商業科）を併設。
- 1942年（昭和17年）
  - 4月 - 女子部を開設。諫早市永昌町の県立諫早高等女学校[3]校舎を借用。
  - 11月 - 新校地造成作業中に生き埋め事故が発生し、勤労奉仕中の県立農学校生5名が生き埋めとなり、3名死亡・1名重傷。
- 1943年（昭和18年） - 男子部、諫早市東小路の諫早商業学校[4]に仮移転した後、秋に輪内名[5]の独立校舎に移転。
- 1944年（昭和19年）4月 - 官立（国立）移管され、「長崎青年師範学校」（本科3年制）となる。水産科は設置されず、県立青年学校教員臨時養成所 （1年制） を附設。
- 1945年（昭和20年）8月9日 - 長崎市への原子爆弾投下により、三菱兵器工場への動員者1名が死亡、約10名が重傷。
- 1947年（昭和22年）
  - 7月 - 女子部、大村市の旧航空厰 植松工員宿舎跡に移転。
  - 9月 - 伊東正勝校長、文部省に水産科の再設置を陳情。
- 1948年（昭和23年）
  - 3月 - 大村の旧海軍航空隊跡に移転。
  - 4月 - 水産科を再設置。
- 1949年（昭和24年）5月31日 - 新制 長崎大学が発足。長崎青年師範学校は包括され「長崎大学長崎青年師範学校」となり、校地には水産学部事務所が設置。
- 1950年（昭和25年）5月 - 水産学部と共に佐世保市崎辺の海軍航空隊跡に移転。
- 1951年（昭和26年）3月 - 最後の卒業生を送り出し、長崎大学長崎青年師範学校を廃止。長崎大学水産学部は佐世保で存続。
- 1961年（昭和36年）8月 - 長崎大学水産学部が長崎市大橋町の文教キャンパス（現在地）に移転。

## 歴代校長
- 山田直記：1945年11月24日[6] -
- 伊東正勝
  - 新制移行時の校長。新制長崎大学水産学部 初代学部長 （ - 1952年8月）

## 校地の変遷と継承
前身の長崎県立青年学校教員養成所から引き継いだ、諫早市城見町の校地で発足した。第二次世界大戦後、1947年に女子部は大村市の航空厰 植松工員宿舎跡に、1948年に男子部も大村海軍航空隊跡に移転した。諫早市城見町の旧校地は、現在は諫早市立北諫早中学校の校地となっている。
後身の新制長崎大学水産学部の事務所は大村の青年師範学校で発足し、1950年（昭和25年）に佐世保市崎辺の海軍航空隊跡に移転した。水産学部は1961年（昭和36年）8月に長崎市の現・文教キャンパスに移転した。

## 関連書籍
- 長崎県教育会（編）　『長崎県教育史』　長崎県教育委員会、1976年3月、283-297頁。
- 長崎大学三十五年史刊行委員会編集室（編）　『長崎大学三十五年史』　長崎大学、1984年3月、22-24頁。